# Parti républicain (France)
Pour les articles homonymes, voir Parti républicain.
Ne doit pas être confondu avec Les Républicains.
Le Parti républicain (PR) est un parti politique français, créé en 1977 sur les bases de la Fédération nationale des républicains indépendants (FNRI), et disparu en 1997, remplacé par Démocratie libérale sous la direction d'Alain Madelin.

## Historique
Lors de l'élection présidentielle française de 1974, provoquée par la mort du président Georges Pompidou deux ans avant la fin de son mandat, la droite se divise entre le candidat gaulliste Jacques Chaban-Delmas et celui de la Fédération nationale des républicains indépendants, Valéry Giscard d'Estaing. Le Monde indique alors que « les personnalités les plus conservatrices » soutiennent « le plus vigoureusement » VGE et « les plus progressistes » Jacques Chaban-Delmas.
Les 19 et 20 mai 1977, le Parti républicain et républicain indépendant, dit Parti républicain (PR), est fondé sur les bases de la Fédération nationale des républicains indépendants. La nouvelle formation entend soutenir activement l’action de Valéry Giscard d'Estaing, élu trois ans plus tôt à la présidence de la République et dirigeant historique des Républicains indépendants. 
Au niveau européen, il rejoint la Fédération des partis libéraux et démocrates en Europe, fondée en 1976, et devient également observateur au sein de l'Union démocrate européenne, d'inspiration conservatrice, lors de sa fondation en 1978.
Au début de l’année suivante, en vue des élections législatives de mars, Valéry Giscard d'Estaing crée l’Union pour la démocratie française (UDF). Ce parti regroupe notamment le Parti républicain, le Centre des démocrates sociaux (CDS) (future Force démocrate), le Mouvement démocrate-socialiste, le Parti radical « valoisien » et les Adhérents directs de l'UDF. Contre toute attente, la droite (UDF et gaullistes) conserve sa majorité à l’Assemblée nationale à l’issue des élections.
Entre 1982 et 1997, le PR voit arriver à sa tête une nouvelle génération de dirigeants et d'élus, gagnés aux idées libérales de la Révolution conservatrice menée à l'époque aux États-Unis par Ronald Reagan et au Royaume-Uni par Margaret Thatcher, et voulant rompre avec le caractère giscardien du parti. Menés par François Léotard (secrétaire général puis président du parti de 1982 à 1988 et de nouveau de 1995 à 1997), ils sont baptisés la « bande à Léo » : Alain Madelin (délégué général du parti de 1985 à 1988, puis secrétaire général de 1988 à 1989 et vice-président de 1989 à 1997, il est à l'origine de la transformation en DL), Gérard Longuet (trésorier de 1982 à 1986, puis secrétaire général de 1986 à 1990 et enfin président du PR de 1990 à 1995), Jacques Douffiagues (député-maire d'Orléans jusqu'en 1988, il quitte la politique ensuite) et Claude Malhuret (député-maire de Vichy).
Le 1er juillet 1995, la Fédération nationale des Clubs Perspectives et Réalités (club jusque-là transcendant les différents partis composant l'UDF et réunissant les fidèles giscardiens) se constitue en un parti à part entière de l'UDF sous le nom de Parti populaire pour la démocratie française (PPDF). Essentiellement issus du PR, les membres de ce nouveau mouvement quittent donc le Parti républicain. Tel est le cas surtout de Hervé de Charette (président du PPDF), de Jean-Pierre Raffarin, de Dominique Bussereau, de Jean-François Humbert, de Jean-Pierre Fourcade ou de Françoise Hostalier. Le 24 août 1995, un ministre (Charles Millon) et six députés PR (Gratien Ferrari, Amédée Imbert, Hervé Mariton, Michel Meylan, Alain Moyne-Bressand, Jean Proriol) quittent le parti et rejoignent les « adhérents directs » de l'UDF.
Le 24 juin 1997, le Parti républicain se transforme en une nouvelle formation : Démocratie libérale (DL), présidée par Alain Madelin.

## Anciens dirigeants

### Secrétaires généraux (1977-1988)
- 1977-1978 : Jean-Pierre Soisson
- 1978-1982 : Jacques Blanc
- 1982-1988 : François Léotard

### Présidents (1988-1997)
- 1988-1990 : François Léotard
- 1990-1995 : Gérard Longuet
- 1995-1997 : François Léotard

## Personnalités

### Président de la République
- 1974-1981 : Valéry Giscard d'Estaing (élu en 1974 en tant que Républicain indépendant)

### Ministres
Ne sont listés ici que les ministres, non les secrétaires d'État et ministres délégués.
- Gouvernement Barre II (1977-1978) - quatre puis cinq ministres PR sur 13 puis 14 ministères :
  - Intérieur : Christian Bonnet
  - Culture et Environnement : Michel d'Ornano
  - Équipement et Aménagement du territoire : 
    - Jean-Pierre Fourcade (jusqu'en septembre 1977)
    - Fernand Icart (1977-1978)

  - Éducation nationale : René Haby
  - Universités : Alice Saunier-Seïté (à partir de janvier 1978)

- Gouvernement Barre III (1978-1981) - six puis sept puis six ministres PR sur 19 puis 18 puis 17 ministères :
  - Intérieur : Christian Bonnet
  - Environnement et Cadre de vie : Michel d'Ornano
  - Universités : Alice Saunier-Seïté
  - Industrie : André Giraud
  - Commerce extérieur : Jean-François Deniau (1978-1980)
  - Jeunesse, Sports et Loisirs : Jean-Pierre Soisson
  - Culture et Communication : Michel d'Ornano (mars - mai 1981)
  - Commerce et Artisanat : Maurice Charretier (1979-1981)

- Gouvernement Chirac II (1986-1988) - trois ministres PR sur 14 ministères :
  - Culture et Communication : François Léotard
  - Défense : André Giraud
  - Industrie, Postes et Télécommunications et Tourisme : Alain Madelin

- Gouvernement Rocard II (1988-1991) - un ministre PR (ouverture) sur 21 ministères :
  - Travail, Emploi et Formation professionnelle : Jean-Pierre Soisson

- Gouvernement Cresson (1991-1992) - un ministre PR (ouverture, par ailleurs un des cinq ministres d'État) sur 19 ministères :
  - Fonction publique et Modernisation administrative : Jean-Pierre Soisson

- Gouvernement Balladur (1993-1995) - cinq ministres PR sur 23 puis 22 ministères (dont un des quatre ministres d'État) :
  - Défense (ministre d'État) : François Léotard
  - Industrie, Postes et Télécommunications et Commerce extérieur : 
    - Gérard Longuet (1993-1994)
    - José Rossi (1994-1995)

  - Entreprises et Développement économique, chargé des PME, du Commerce et de l’Artisanat : Alain Madelin
  - Agriculture et Pêche : Jean Puech
  - Logement : Hervé de Charette

- Gouvernement Juppé I (mai-novembre 1995) - six puis quatre puis trois ministres PR sur 26 ministères :
  - Économie et Finances : Alain Madelin (mai - août 1995)
  - Affaires étrangères : Hervé de Charette (devient PPDF en juillet)
  - Défense : Charles Millon (devient adhérent direct de l'UDF en août)
  - Fonction publique : Jean Puech
  - Agriculture, Pêche et Alimentation : Philippe Vasseur
  - PME, Commerce et Artisanat : Jean-Pierre Raffarin (devient PPDF en juillet)

- Gouvernement Juppé II (1995-1997) - deux ministres PR sur 16 ministères :
  - Agriculture, Pêche et Alimentation : Philippe Vasseur
  - Aménagement du territoire, Ville et Intégration : Jean-Claude Gaudin

### Présidents de groupes parlementaires

#### À l'Assemblée nationale
- 1977-1981 : Roger Chinaud (groupe des Républicains indépendants jusqu'en 1978, puis groupe UDF)
- 1981-1989 : Jean-Claude Gaudin (groupe UDF)
- 1989-1995 : Charles Millon (groupe UDF)
- 1995-1997 : Gilles de Robien (groupe UDF)

#### Au Sénat
Les membres du PR ont, pendant toute l'existence du parti, continué à siéger au Sénat sous un groupe intitulé Union des Républicains et des Indépendants jusqu'en 1993 puis Groupe des Républicains et Indépendants en 1993. En voici les présidents successifs : 
- 1977-1984 : Philippe de Bourgoing
- 1984-1995 : Marcel Lucotte
- septembre-novembre 1995 : Jean-Claude Gaudin
- 1995-2002 (PR jusqu'en 1997) : Henri de Raincourt

### Présidents de conseils régionaux
- Auvergne : Valéry Giscard d'Estaing (1986 - 2004, PR jusqu'en 1995)
- Basse-Normandie : René Garrec (1986 - 2004, PR jusqu'en 1995)
- Centre : Maurice Dousset (1986 - 1998, PR jusqu'en 1997)
- Franche-Comté : Pierre Chantelat (1988 - 1998, PR jusqu'en 1997)
- Languedoc-Roussillon : Jacques Blanc (1986 - 2004, PR jusqu'en 1997)
- Lorraine : Gérard Longuet (1992 - 2004, PR jusqu'en 1997)
- Midi-Pyrénées : Marc Censi (1988 - 1998, PR jusqu'en 1997)
- Poitou-Charentes : Jean-Pierre Raffarin (1988 - 2002, PR jusqu'en 1995)
- Provence-Alpes-Côte d'Azur : Jean-Claude Gaudin (1986 - 1998, PR jusqu'en 1997)
- Rhône-Alpes : Charles Millon (1988 - 1999, PR jusqu'en 1995)